# Cyprichromis coloratus
Cyprichromis coloratus är en fiskart som beskrevs av Takahashi och Hori 2006. Cyprichromis coloratus ingår i släktet Cyprichromis och familjen Cichlidae. Inga underarter finns listade i Catalogue of Life.